# Prico
Prico (Prî in friulano carnico) è una frazione del comune di Prato Carnico, in Friuli Venezia Giulia.
La frazione sorge su un terrazzamento a quota 747 m, al di sopra tra l'abitato di Prato e Avausa, alle pendici del Monte Talm (1728 m).
È composta ad ovest da una parte più antica di case carniche di tipologia detta gortana o pesarina (tipica per i tetti con falde molto inclinate, pianta rettangolare a ingresso centrale e altezza fino a 4 piani) in cui si trova la borgata soprannominata Urbán, e una parte ad est in cui sono collocate tipologie architettoniche più recenti, risalenti agli anni settanta; a fare da spartiacque fra queste tipologie abitative è la piazzetta con lavatoio vicino cui sorge la chiesetta dedicata a Santa Maria di Caravaggio.
Proseguendo per la strada comunale che sale in direzione nord-ovest, a poche centinaia di metri dal paese si trova la località chiamata Muldurús composta da una casa di tipo carnico e due stavoli antichi anch'essa porzione di Prico. Dagli anni 2000 è cominciata un'espansione, in linea col PRGC, del paese nella parte nord-ovest sottostante l'abitato Muldurús; ivi si presentano due abitazioni costruite con tecniche di bioedilizia.

## Storia
« ...Prico, grande un tempo, fu disertato dalla peste... »
Il nome antico era Prich, così si legge dal documento del 27 novembre 1339, redatto dall'Abate Gilberto di Moggio, in cui indicava i paesi filiali alla Pieve di Gorto, questa è l'annotazione scritta più antica riguardo a Prico. 
Secondo le ricerche di Don Antonio Roia, Prico sarebbe assieme a Truia una delle ville più antiche della Val Pesarina, molto popolosa nei tempi passati ma dimezzata dalla peste negli anni 1348 e 1511.

## Monumenti e luoghi d'interesse

### Chiesetta di Santa Maria di Caravaggio

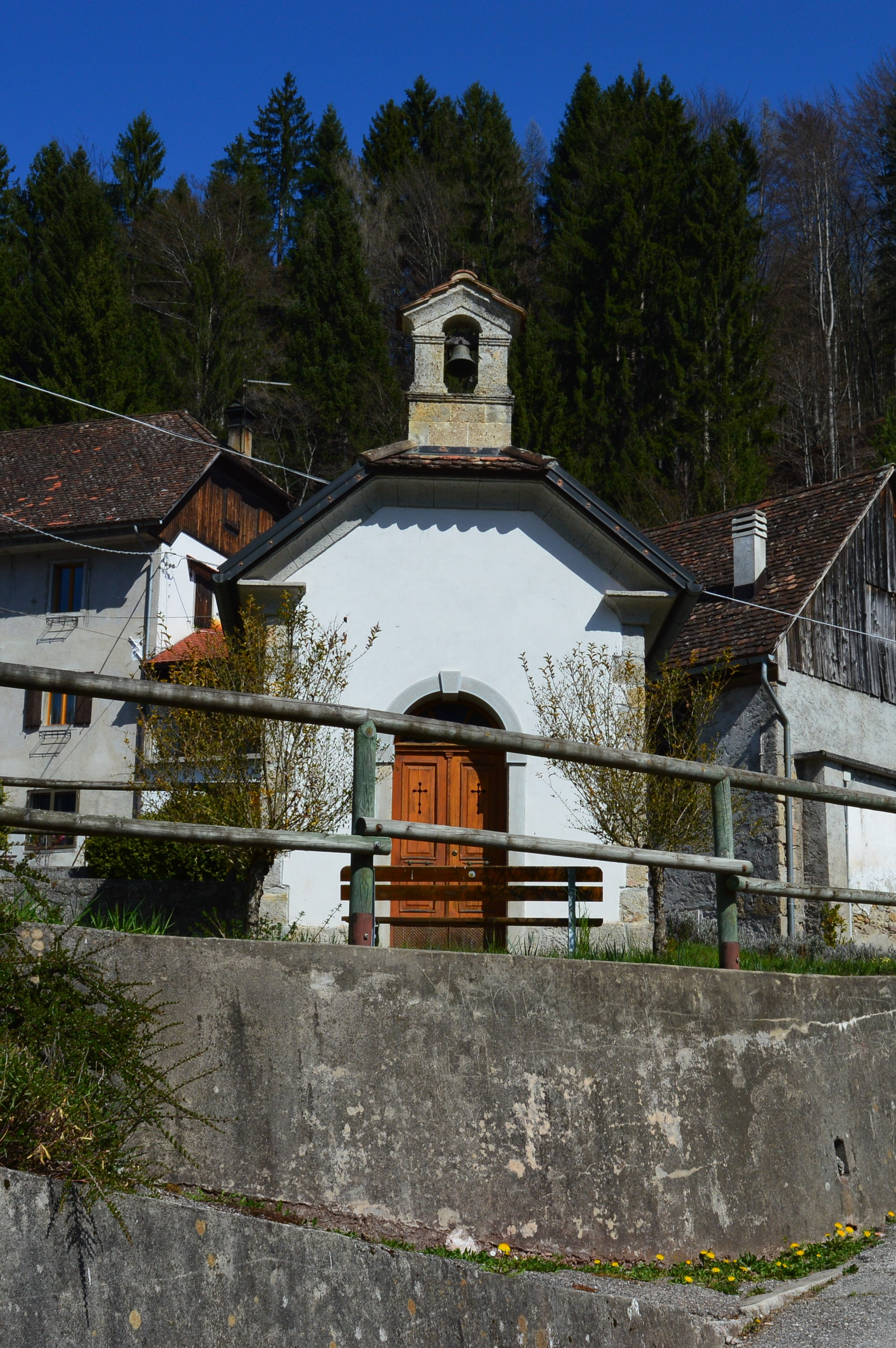
Fronte della chiesetta

Sorge a fianco della piazzetta, nella località chiamata Fumis. Eretta «per legato d'un Francesco q. Giovanni Bearzi della famiglia detta di Tonia» nell'anno 1840; già pericolante nel 1914, Antonio Roia ci riporta che l'altare fu trasferito nella Chiesa Parrocchiale data la quasi rovina del tetto, venne demolita nel 1924. 
Nel 1933 viene riedificata, ma più piccola, tanto che pre Antonio commenta «Quei di Prico hanno rifatto i muri ed il tetto della loro chiesetta ma l'han fatta tanto piccolina che è una vera miseria».
Restaurata nel 1993, su finanziamento e promozione della popolazione, vengono risanate le murature, rimosso il tetto sostituendo la vecchia copertura in lamiera con un manto in coppi tradizionali carnici su travatura in larice, demolito il vecchio campanile in cemento e ricostruito in pietra locale tof (pietra dolomia). All'interno è stata posta sopra l'altare, una pala dell'artista Arrigo Poz, raffigurante la Madonna di Caravaggio e S. Elisabetta.

## Società

### Evoluzione demografica
Abitanti censiti
|          | 1739 | 1758 | 1809 | 1811 | 1871 | 1881 | 1901 | 1911 | 1921 | 1951 | 1989 | 2001 | 2003 |
| -------- | ---- | ---- | ---- | ---- | ---- | ---- | ---- | ---- | ---- | ---- | ---- | ---- | ---- |
| abitanti | 51   | 38   | 46   | 37   | 88   | 73   | 73   | 83   | 99   | 76   | 29   | 23   | 21   |
| famiglie | n.d. | 7    | 9    | 7    | 10   | 12   | 13   | 14   | n.d. | n.d. | 14   | 11   | n.d. |

## Toponomastica
Secondo gli studi toponomastici il nome Prico probabilmente deriva dal latino apricus, ovvero soleggiato (si direbbe a recès in friulano), esposto, che ama il sole.

## Località
Nel paese i diversi nuclei familiari avevano dei soprannomi che ad oggi si sono mantenuti per distinguere le diverse case o borgate, tra questi vi sono: Dal Signôr, Dal Nì, Urbàn, Muldurùs, e altri andati perduti...
Plan das Striàs (piana delle streghe), Niarplan, Nava, Vessaias e Voltamaina sono diversi nomi di luoghi vicini al paese.

## Curiosità
A Prico, alla fine dell'Ottocento, quattro fratelli erano così soprannominati: il Papa, il Re, il Signôr (il Signore), il Gjaul (il Diavolo).